# Kalle Rovanperä
Kalle Rovanperä (Jyväskylä, 1º ottobre 2000) è un pilota di rally finlandese, due volte campione del Mondo di Rally con la Toyota Gazoo Racing.
Vincendo l'edizione 2022 è diventato il più giovane vincitore di un mondiale rally all'età di 22 anni e 1 giorno. Figlio dell'ex pilota Harri Rovanperä, detiene anche il record di più giovane vincitore di una tappa del campionato del mondo rally.

## Carriera

### Gli inizi, campionati nazionali (2015-2017)
Nel 2015, all'età di 14 anni, Rovanperä ha gareggiato in Lettonia, dove la patente di guida non è un requisito per partecipare ai rally. Venne affiancato da Risto Pietiläinen, storico copilota del padre Harri nel mondiale WRC. Il 18 ottobre 2015 Rovanperä ha vinto sia la categoria due ruote motrici che quella R2 del campionato lettone rally sprint con una Citroën C2 R2 Max.
Per i primi tre rally della serie lettone rally 2016, Rovanperä ha guidato una Škoda Fabia S2000 da 300 cavalli a quattro ruote motrici. Era una nuova auto da rally di classe WRC2 con un motore aspirato da due litri. La prima gara, il 16-17 gennaio, si concluse con la travolgente vittoria di Rovanperä. Il secondo pilota Ralfs Sirmacis ha perso il rally di otto prove speciali di un minuto e 10 secondi. Rovanperä ha vinto ognuna delle prove.
Il secondo rally, sempre a gennaio 2016, è stato vinto da Rovanperä dopo un feroce scatto finale. Alla fine Rovanperä è stato in grado di vincere il rally con un margine di 20,4 precedendo Raimonds Kisiels al secondo posto. Rovanperä ha vinto nove delle dieci prove speciali.
Per il resto della stagione, Rovanperä è riuscito a guidare una nuova vettura Škoda Fabia R5. È arrivato secondo a Rally Zemaitija in Lettonia a giugno e ha vinto il rally di Tallinn in Estonia ad agosto. A settembre, Rovanperä è stato il secondo nel rally Liepaja, il penultimo rally della serie lettone.
Il rally della Lettonia a ottobre ha chiuso la stagione. Rovanperä ha vinto la gara e ha conquistato il campionato. Nel corso della stagione, ha vinto quattro volte, si è piazzato secondo tre volte ed è finito fuori dal podio solo una volta. È il pilota più giovane di sempre, a 16 anni, a vincere un campionato nazionale di rally di classe libera in qualsiasi paese.
Nel gennaio 2017 l'associazione motoristica finlandese AKK-Motorsport ha concesso al sedicenne Rovanperä il permesso speciale di prendere parte alle gare di rally finlandesi e alle serie del campionato nazionale Rally SM.
Nel mese di febbraio Rovanperä ha preso parte al suo primo rally del campionato finlandese a Mikkeli. Ha vinto il rally con un margine di 10,7 secondi dal secondo posto di Teemu Asunmaa, nonostante abbia subito una foratura. Nel mese di giugno Rovanperä ha ottenuto la sua seconda vittoria in campionato finlandese a Kouvola.
Nel 2017 Rovanperä ha partecipato alla serie di campionati nazionali di tre paesi: Lettonia, Italia e Finlandia. In Lettonia e Finlandia guidava una Škoda Fabia R5 della squadra di Toni Gardemeister e in Italia una Peugeot 208 T16 del team Peugeot Sport. In Lettonia ha vinto due dei suoi primi rally e si è piazzato al secondo posto nella terza. In Italia non ha avuto un notevole successo.
All'inizio di ottobre Rovanperä si è piazzato secondo nel Rally Liepāja in Lettonia. Oltre ad essere parte della serie lettone del campionato, è stato anche il primo rally di Rovanperä nel Campionato Europeo Rally. Rovanperä aveva già conquistato il campionato lettone di classe libera 2017 per il secondo anno consecutivo.

### Campionato del mondo rally

#### 2017: L'esordio in WRC con Ford
Nel giugno 2017 l'agenzia finlandese per la sicurezza dei trasporti Trafi ha concesso a Rovanperä un permesso speciale per richiedere la patente di guida quando compirà 17 anni, mentre l'età normale richiesta in Finlandia è di 18. Lunedì 2 ottobre, un giorno dopo il suo 17º compleanno, Rovanperä ha superato con successo il test di guida obbligatorio dopo aver completato la parte teorica in anticipo. Avere una patente di guida gli consente di prendere parte ai rally WRC.
Rovanperä ha partecipato al suo primo rally WRC al Rally di Gran Bretagna, alla guida della Ford Fiesta R5. Vince il Rally Australia WRC2, ma è stato anche l'unico concorrente della classe. Ha anche concluso decimo nella classifica generale,  diventando il pilota più giovane di sempre a conquistare un punto.

#### 2018: Passaggio alla Škoda

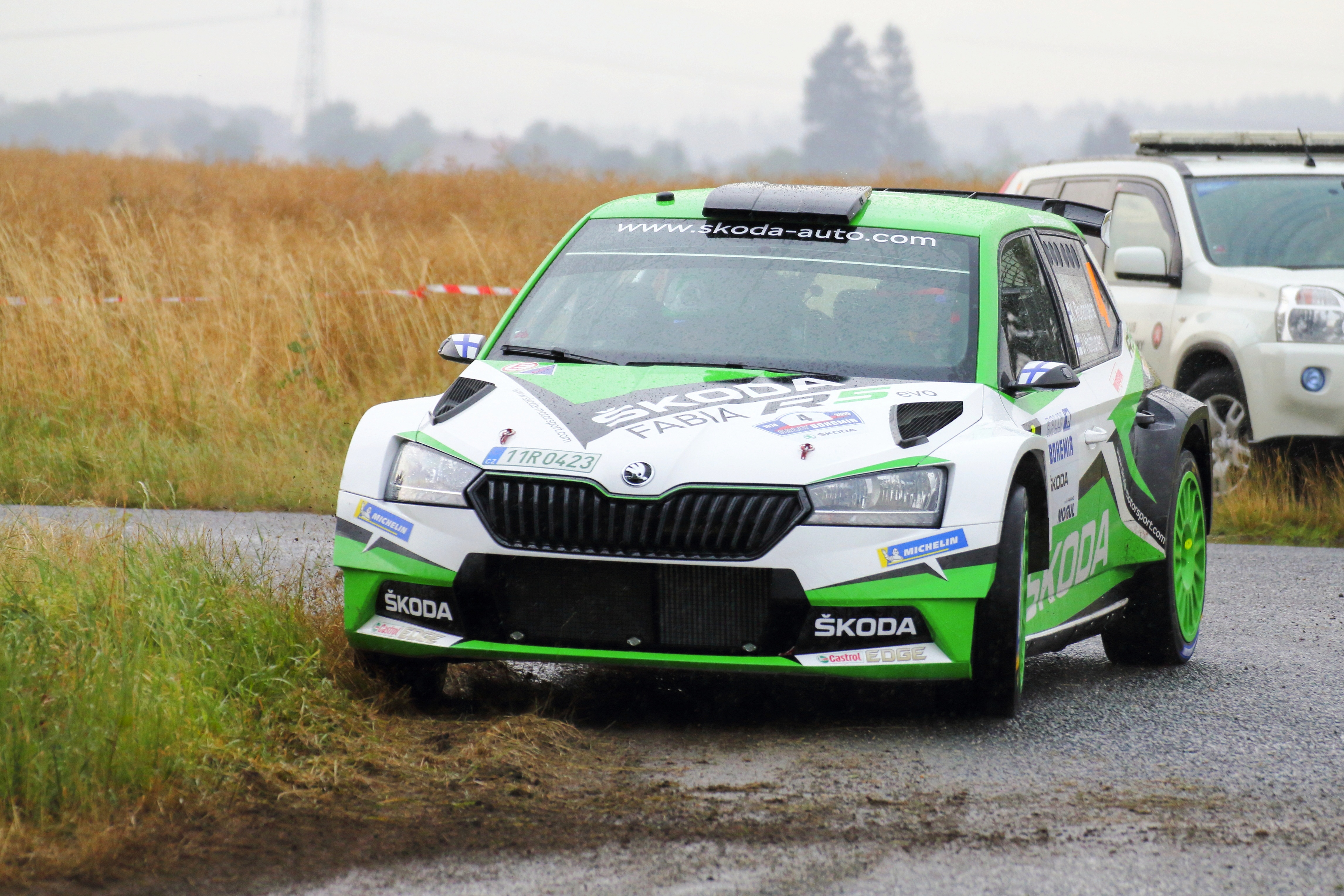
Rovanperä a guida della Škoda Fabia R5

Nel 2018 Rovanperä lascia la Ford per il team Škoda Motorsport dove guida la Škoda Fabia R5 nella classe WRC2 per sette eventi stagionali, incluso il suo debutto nel Rally di Monte Carlo (dove ha corso come privato). Chiude quinto (classe WRC2) nel Rally del Messico ma a maggio durante l'ultima tappa del Rally d'Argentina subisce un duro incidente mentre lotta per la vittoria contro il suo compagno di team Pontus Tidemand. Rovanperä ha valutato male una curva veloce a sinistra ed è rotolato violentemente in uno strapiombo atterrando contro una macchina di uno spettatore parcheggiata. Per fortuna nessuno era in macchina e lui e il suo co-pilota, Jonne Halttunen, ne sono usciti incolumi. Saltati due rally successivi torna prima nel Rally di Finlandia, dove chiude quarto, e poi nel Rally di Germania dove chiude secondo nel WRC2 e decimo nel WRC. Nel finale di stagione conquista due vittorie nel WRC2, il Rally di Gran Bretagna e il Rally di Catalogna 2018. Chiude così terzo nel WRC2 e 22° nella classifica generale.

#### 2019: Campione del Mondo WRC2 Pro

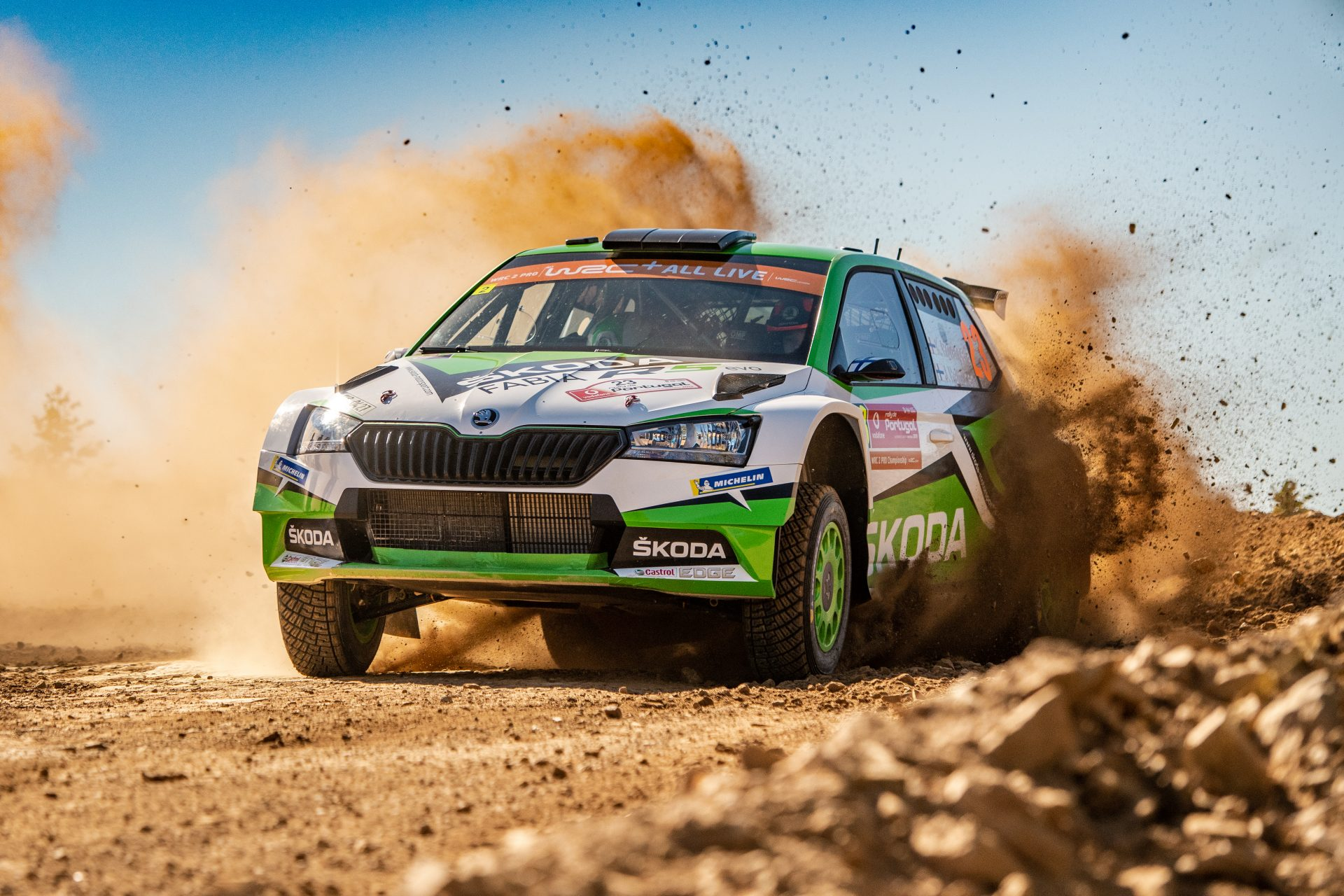
Rovanperä nel 2019 durante il Rally del Portogallo

Nel 2019 rimane con la Škoda Motorsport ma viene iscritto al WRC-2 Pro. Sia a Monaco che in Svezia chiude secondo, mentre nel Rally di Francia è costretto al ritiro a causa di un incidente durante la nona prova speciale. Dopo aver saltato il Rally d'Argentina conquista la sua prima vittoria stagionale, battendo Mads Østberg nel Rally del Cile. In Portogallo chiude ancora primo nella sua classe e arriva sesto nella generale. 
Rovanperä si dimostra in ottima forma, vincendo anche i due rally successivi, il Rally di Sardegna e il Rally di Finlandia. Vince il suo quinto rally battendo Jan Kopecký nel Galles e con il terzo posto nel Rally di Catalogna si laurea campione nella classe WRC2 Pro davanti a Mads Østberg e Gus Greensmith.

#### 2020: Passaggio in Toyota

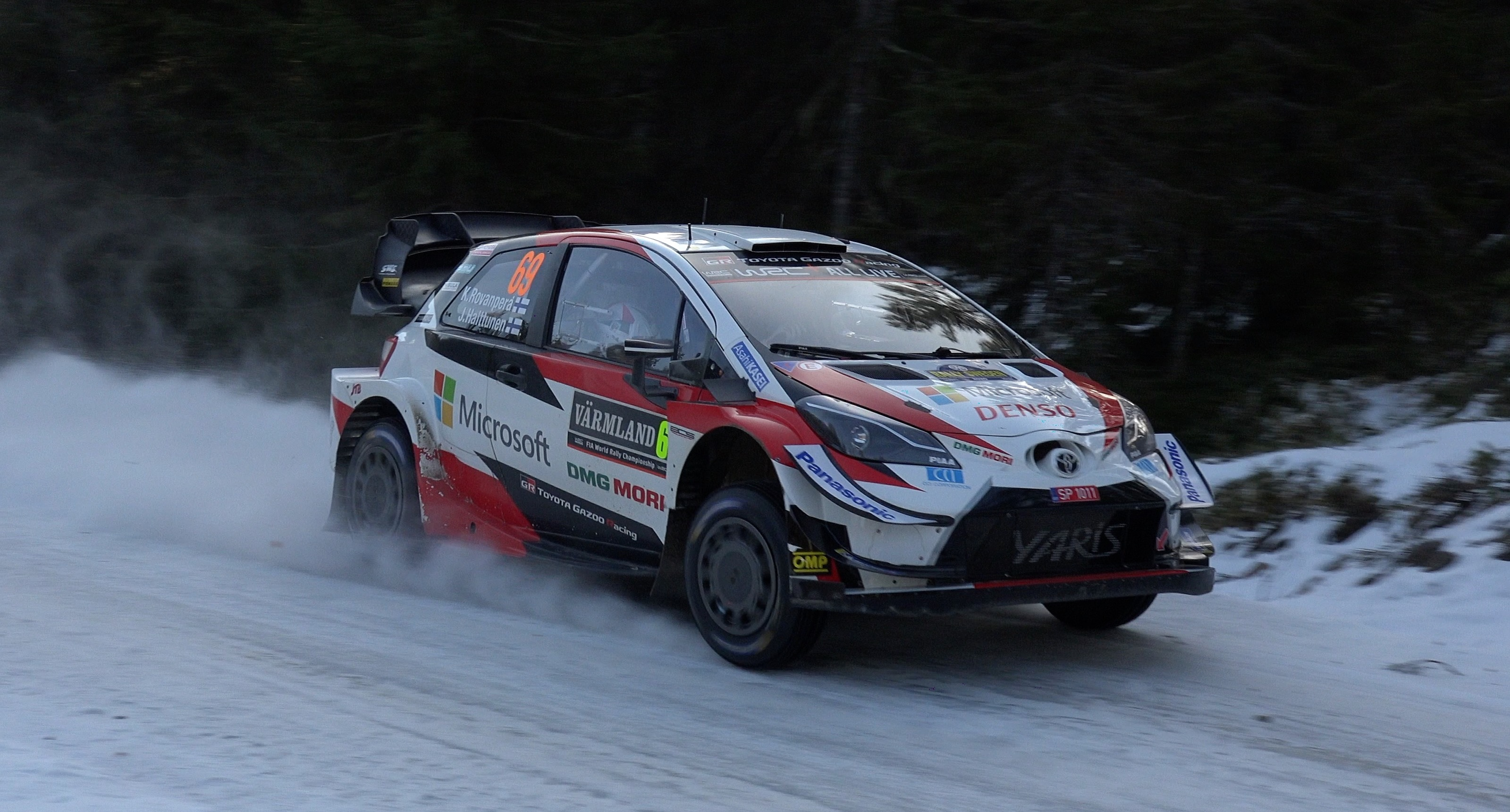
Rovanperä nel Rally di Svezia 2020 dove ha conquistato il suo primo podio nel WRC

Nel 2020 passa al team Toyota Gazoo Racing WRT a guida della Toyota Yaris WRC, come compagni di team trova Sébastien Ogier e Elfyn Evans. La stagione è condizionata dalla Pandemia di COVID-19 che cancella diverse gare. Rovanperä nel Rally di Monte Carlo chiude quinto, mentre nel Rally di Svezia conquista il suo primo podio nel WRC, chiudendo terzo dietro a Elfyn Evans e Ott Tänak, diventando il più giovane a salire sul podio nel WRC a 19 anni, 4 mesi e 16 giorni. Nei tre rally successivi dimostra un'ottima costanza, chiude due volte quinto e una volta quarto. Nel Rally di Sardegna è costretto al ritiro mentre nell'ultimo round a Monza termina quinto. Chiude la stagione con ottanta punti e il quinto posto in classifica finale.

#### 2021: La vittoria da record nel WRC
Nel 2021 continua con il team Toyota Gazoo. Dopo aver chiuso quarto nel Rally di Monte Carlo arriva secondo dietro a Ott Tänak nel rally di casa dove vince la Power stage. Dopo tre risultati senza raccogliere punti, arriva sesto nel Safari Rally e nel Rally d'Estonia conquista la sua prima vittoria nel WRC, diventando così il più giovane pilota della storia a vincere un rally del Campionato del Mondo Rally, all'età di vent'anni e 290 giorni. Rovanperä dimostra di essere in ottima forma, chiudendo terzo nel Rally di Ypres in Belgio e conquista un secondo rally, il Rally dell'Acropoli. Nel penultimo evento in Spagna, riesce a partecipare pur avendo un infortunio alla schiena e chiude quinto, mentre nel l'ultimo round a Monza chiude nono. Chiude la stagione al quarto posto in classifica.

#### 2022: Titolo nel WRC

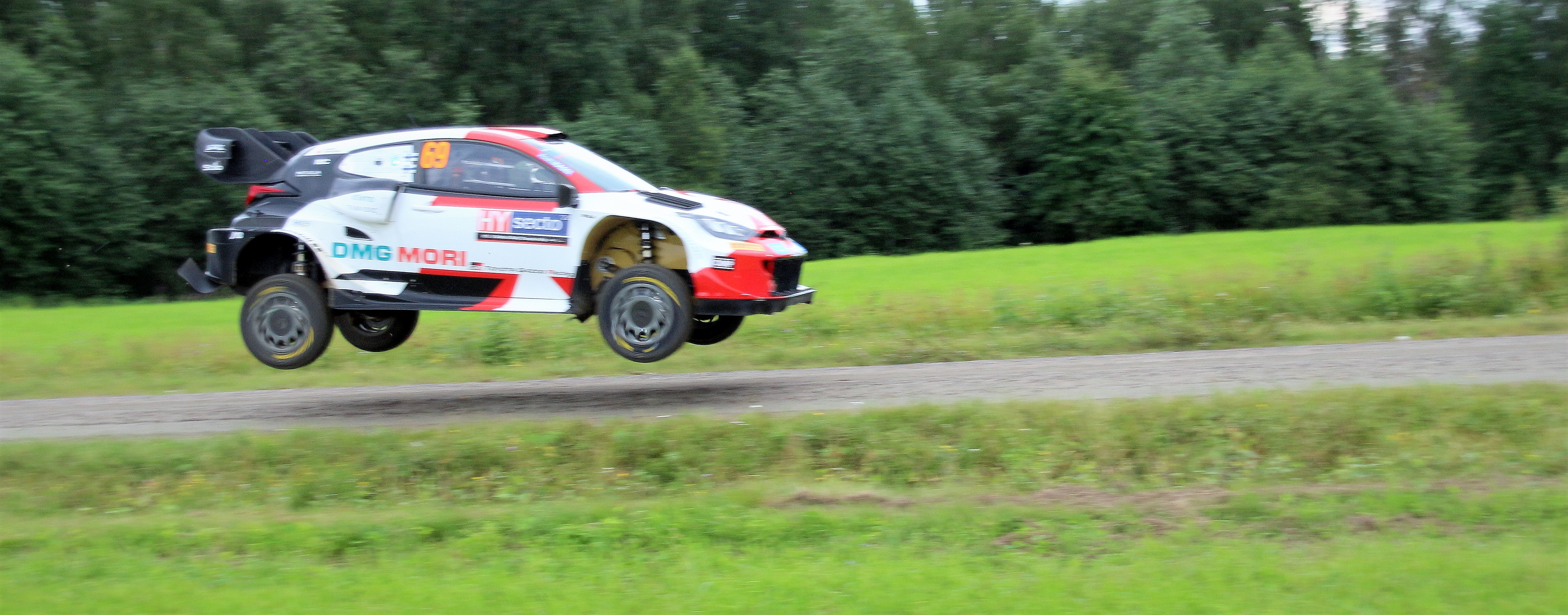
Rovanperä al Rally di Finlandia 2022 con la Toyota GR Yaris Rally1

Nel 2022 viene confermato da Toyota insieme al suo co-pilota Jonne Halttunen, il finlandese guida la Toyota GR Yaris Rally1 ibrida. Nel Rally di Monte Carlo 2022 chiude quarto e vince la Power stage, in Svezia conquista la sua terza vittoria nel WRC, diventando il leader del campionato. Il finlandese vince anche il terzo evento della stagione, il Rally di Croazia dopo una dura lotta con Ott Tänak, il finlandese continua la sua striscia di vittorie anche nel Rally del Portogallo dove vince anche la power stage, allungando in classifica. Dopo il quinto posto nel Rally di Sardegna il finlandese ottiene altre due vittorie consecutive, il Safari Rally e il Rally d'Estonia dove vince anche il Power stage. Grazie alla vittoria nel Rally della Nuova Zelanda Rovanperä vince il campionato con due eventi d'anticipo, il finlandese diventa il più giovane vincitore della storia.

#### 2023: Difesa del titolo
Dopo aver vinto il mondiale arriva anche la conferma dal team Toyota per la stagione 2023. La stagione inizia come da tradizione con il Rally di Monte Carlo, Rovanperä ottiene sei vittorie nelle speciali, tra cui la powerstage, e chiude secondo dietro a Sébastien Ogier. Dopo quattro quarti posti consecutivi arriva nel Rally del Portogallo la sua prima vittoria stagionale. Nel resto dell'anno il pilota finlandese vince altri due rally e grazie al secondo posto nel Rally dell'Europa Centrale vince il suo secondo titolo mondiale consecutivo.

#### 2024: Ruolo part time

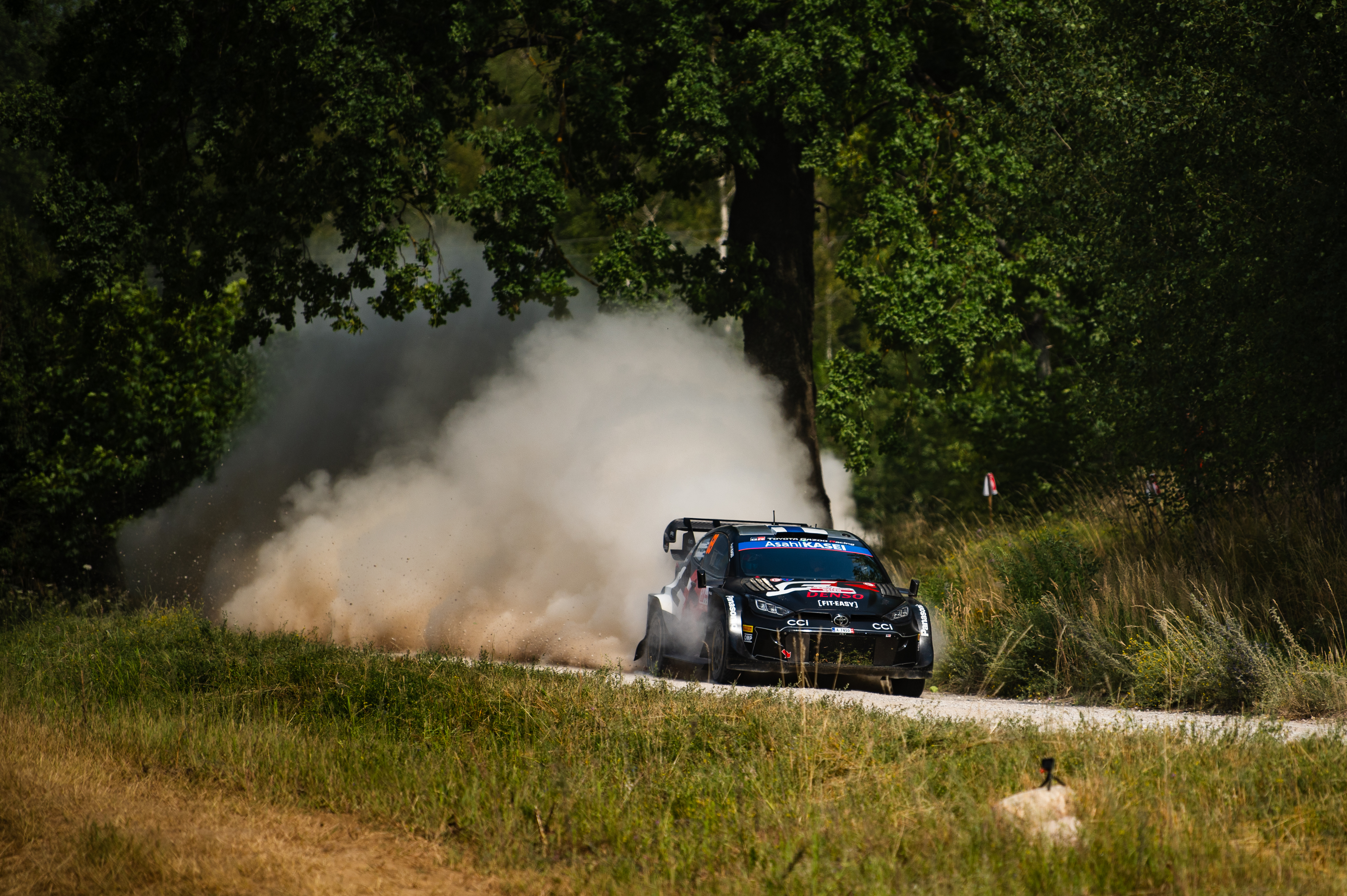
il finlandese durante la PS17 del Rally di Polonia 2024

Nel 2024 a sorpresa Rovanperä correrà part time per la Toyota. Il pilota finlandese ha in programma un'uscita su un'auto GT per la stagione. Il pilota finlandese salterà il primo evento, il Rally di Monte Carlo, e inizierà la stagione al Rally di Svezia.

### Gran turismo

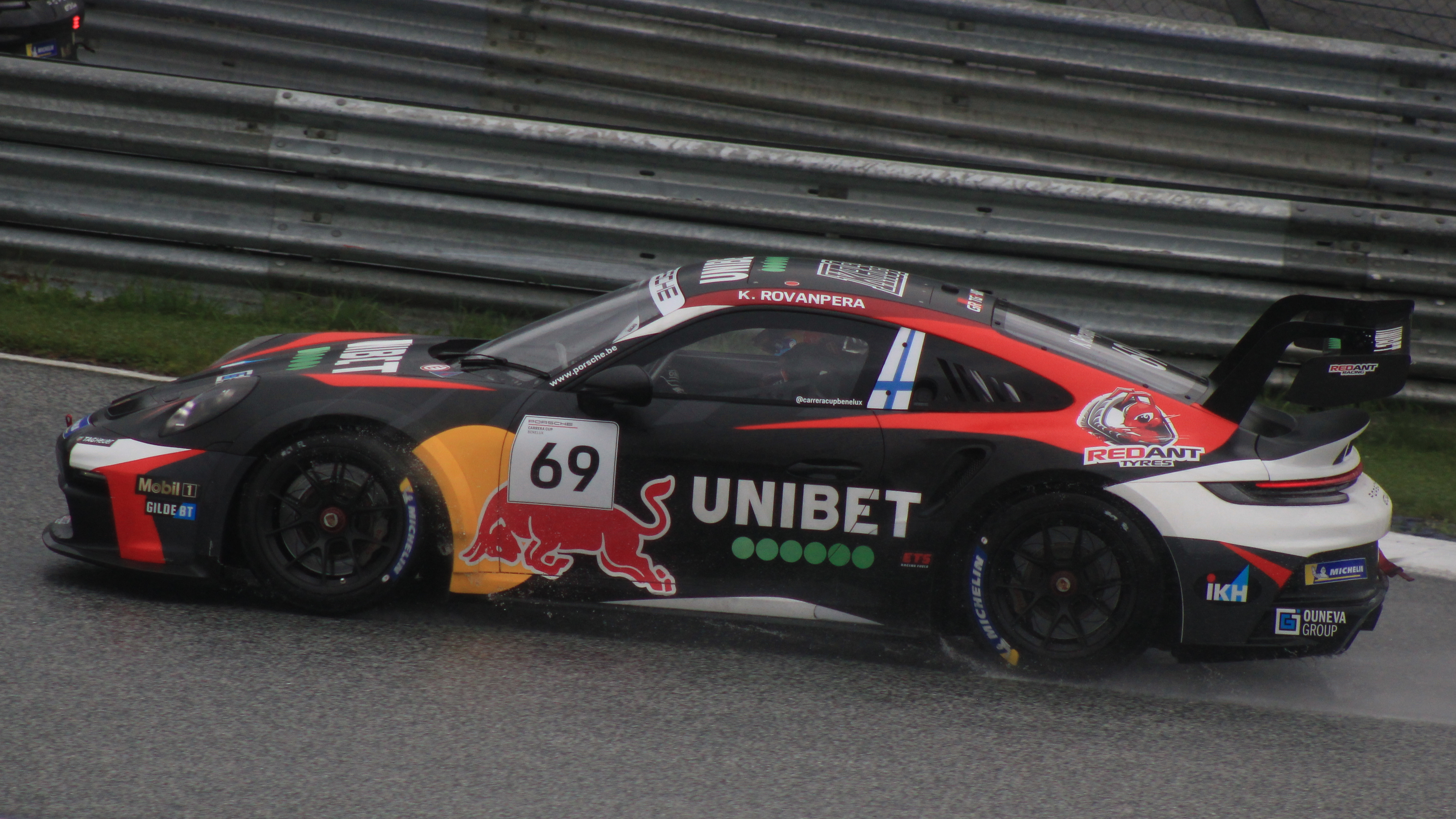
Rovanperä al Benelux durante la Carrera Cup

Nel 2024 visto l'impegno part-time nel WRC, il pilota finlandese esordisce nelle corse di Gran turismo correndo nella Porsche Carrera Cup Benelux, serie monomarca della Porsche.

## Vittorie nei rally

### Vittorie nel WRC
| #  | Anno | Evento                    | Co-pilota       | Auto                          | Squadra                 |
| -- | ---- | ------------------------- | --------------- | ----------------------------- | ----------------------- |
| 1  | 2021 | Rally d'Estonia           | Jonne Halttunen | Toyota Yaris WRC              | Toyota Gazoo Racing WRT |
| 2  | 2021 | Rally dell'Acropoli       | Jonne Halttunen | Toyota Yaris WRC              | Toyota Gazoo Racing WRT |
| 3  | 2022 | Rally di Svezia           | Jonne Halttunen | Toyota GR Yaris Rally1 Hybrid | Toyota Gazoo Racing WRT |
| 4  | 2022 | Rally di Croazia          | Jonne Halttunen | Toyota GR Yaris Rally1 Hybrid | Toyota Gazoo Racing WRT |
| 5  | 2022 | Rally del Portogallo      | Jonne Halttunen | Toyota GR Yaris Rally1 Hybrid | Toyota Gazoo Racing WRT |
| 6  | 2022 | Safari Rally              | Jonne Halttunen | Toyota GR Yaris Rally1 Hybrid | Toyota Gazoo Racing WRT |
| 7  | 2022 | Rally d'Estonia           | Jonne Halttunen | Toyota GR Yaris Rally1 Hybrid | Toyota Gazoo Racing WRT |
| 8  | 2022 | Rally della Nuova Zelanda | Jonne Halttunen | Toyota GR Yaris Rally1 Hybrid | Toyota Gazoo Racing WRT |
| 9  | 2023 | Rally del Portogallo      | Jonne Halttunen | Toyota GR Yaris Rally1 Hybrid | Toyota Gazoo Racing WRT |
| 10 | 2023 | Rally d'Estonia           | Jonne Halttunen | Toyota GR Yaris Rally1 Hybrid | Toyota Gazoo Racing WRT |
| 11 | 2023 | Rally dell'Acropoli       | Jonne Halttunen | Toyota GR Yaris Rally1 Hybrid | Toyota Gazoo Racing WRT |
| 12 | 2024 | Safari Rally              | Jonne Halttunen | Toyota GR Yaris Rally1 Hybrid | Toyota Gazoo Racing WRT |
| 13 | 2024 | Rally di Polonia          | Jonne Halttunen | Toyota GR Yaris Rally1 Hybrid | Toyota Gazoo Racing WRT |
| 14 | 2024 | Rally Liepāja             | Jonne Halttunen | Toyota GR Yaris Rally1 Hybrid | Toyota Gazoo Racing WRT |
| 15 | 2024 | Rally del Cile            | Jonne Halttunen | Toyota GR Yaris Rally1 Hybrid | Toyota Gazoo Racing WRT |
| 16 | 2025 | Rally delle Isole Canarie | Jonne Halttunen | Toyota GR Yaris Rally1        | Toyota Gazoo Racing WRT |
| 17 | 2025 | Rally di Finlandia        | Jonne Halttunen | Toyota GR Yaris Rally1        | Toyota Gazoo Racing WRT |

### Vittorie WRC-2 Pro
| # | Evento                 | Stagione | Co-pilota       | Auto               | Squadra          |
| - | ---------------------- | -------- | --------------- | ------------------ | ---------------- |
| 1 | Rally del Cile         | 2019     | Jonne Halttunen | Škoda Fabia R5     | Škoda Motorsport |
| 2 | Rally del Portogallo   | 2019     | Jonne Halttunen | Škoda Fabia R5 evo | Škoda Motorsport |
| 3 | Rally di Sardegna      | 2019     | Jonne Halttunen | Škoda Fabia R5 evo | Škoda Motorsport |
| 4 | Rally di Finlandia     | 2019     | Jonne Halttunen | Škoda Fabia R5 evo | Škoda Motorsport |
| 5 | Rally di Gran Bretagna | 2019     | Jonne Halttunen | Škoda Fabia R5 evo | Škoda Motorsport |

### Vittorie nel WRC-2
| # | Evento                 | Stagione | Co-pilota       | Auto           | Squadra             |
| - | ---------------------- | -------- | --------------- | -------------- | ------------------- |
| 1 | Rally d'Australia      | 2017     | Jonne Halttunen | Ford Fiesta R5 | -                   |
| 2 | Rally di Gran Bretagna | 2018     | Jonne Halttunen | Škoda Fabia R5 | Škoda Motorsport II |
| 3 | Rally di Catalogna     | 2018     | Jonne Halttunen | Škoda Fabia R5 | Škoda Motorsport    |

### Vittorie in altri Rally
| #  | Stagione | Campionato                | Evento                                              | Co-pilota         | Auto                          |
| -- | -------- | ------------------------- | --------------------------------------------------- | ----------------- | ----------------------------- |
| 1  | 2016     | Campionato lettone sprint | Rally Alūksne                                       | Risto Pietiläinen | Škoda Fabia S2000             |
| 2  | 2016     | Campionato lettone        | Rallijs Sarma                                       | Risto Pietiläinen | Škoda Fabia S2000             |
| 3  | 2016     | Campionato lettone        | Tallinna ralli                                      | Risto Pietiläinen | Škoda Fabia R5                |
| 4  | 2016     | Campionato lettone        | Rally Latvija                                       | Risto Pietiläinen | Škoda Fabia R5                |
| 5  | 2017     | Campionato lettone        | Rally Alūksne                                       | Risto Pietiläinen | Škoda Fabia R5                |
| 6  | 2017     | Campionato lettone        | Rallijs Sarma                                       | Risto Pietiläinen | Škoda Fabia R5                |
| 7  | 2017     | Trofeo Baltico            | SM Vaakuna Ralli                                    | Risto Pietiläinen | Škoda Fabia R5                |
| 8  | 2017     | Campionato finlandese     | SM O.K. Auto-Ralli                                  | Risto Pietiläinen | Škoda Fabia R5                |
| 9  | 2017     | Trofeo Baltico            | Rally Latvija                                       | Risto Pietiläinen | Škoda Fabia R5                |
| 10 | 2017     | -                         | Memorial Bettega - Trofeo Pucci Grossi Night Sprint | Senza navigatore  | Ford Fiesta RS WRC            |
| 11 | 2017     | -                         | Memorial Bettega                                    | Senza navigatore  | Ford Fiesta RS WRC            |
| 12 | 2018     | Campionato finlandese     | SM Vaakuna Ralli                                    | Jonne Halttunen   | Škoda Fabia R5                |
| 13 | 2018     | Campionato tedesco        | AvD Sachsen-Rallye                                  | Jonne Halttunen   | Škoda Fabia R5                |
| 14 | 2019     | Campionato ceco           | Rally Bohemia                                       | Jonne Halttunen   | Škoda Fabia Rally2 evo        |
| 15 | 2019     | -                         | Szilveszter Rallye                                  | Noora Korhonen    | Škoda Fabia R5                |
| 16 | 2020     | Campionato finlandese     | Rally Artico                                        | Jonne Halttunen   | Toyota Yaris WRC              |
| 17 | 2023     | -                         | HYAcenter Ralli                                     | Jonne Halttunen   | Toyota GR Yaris Rally1 Hybrid |
| 18 | 2024     | -                         | Fiorio Cup - Trofeo Masseria Camarda                | Tiina Rovanperä   | Toyota GR Yaris Rally2        |

## Risultati nel mondiale rally

### Risultati WRC
| 2017 | Scuderia | Vettura        |  |  |  |  |  |  |  |  |  |  |  |    |    |  |  |  | Punti | Pos. |
| ---- | -------- | -------------- |  |  |  |  |  |  |  |  |  |  |  | -- | -- |  |  |  | ----- | ---- |
| 2017 |          | Ford Fiesta R5 |  |  |  |  |  |  |  |  |  |  |  | 35 | 10 |  |  |  | 1     | 26º  |

| 2018 | Scuderia         | Vettura        |    |  |    |  |     |  |  |    |    |  |   |    |  |  |  |  | Punti | Pos. |
| ---- | ---------------- | -------------- | -- |  | -- |  | --- |  |  | -- | -- |  | - | -- |  |  |  |  | ----- | ---- |
| 2018 | Škoda Motorsport | Škoda Fabia R5 | 11 |  | 15 |  | Rit |  |  | 14 | 10 |  | 9 | 12 |  |  |  |  | 3     | 22º  |

| 2019 | Scuderia         | Vettura        |    |    |  |     |  |   |   |   |   |    |    |   |    |  |  |  | Punti | Pos. |
| ---- | ---------------- | -------------- | -- | -- |  | --- |  | - | - | - | - | -- | -- | - | -- |  |  |  | ----- | ---- |
| 2019 | Škoda Motorsport | Škoda Fabia R5 | 18 | 18 |  | Rit |  | 9 | 6 | 9 | 9 | 16 | 18 | 9 | 12 |  |  |  | 18    | 12º  |

| 2020 | Scuderia                | Vettura          |   |    |   |    |    |     |   |  |  |  |  |  |  |  |  |  | Punti | Pos. |
| ---- | ----------------------- | ---------------- | - | -- | - | -- | -- | --- | - |  |  |  |  |  |  |  |  |  | ----- | ---- |
| 2020 | Toyota Gazoo Racing WRT | Toyota Yaris WRC | 5 | 31 | 5 | 51 | 43 | Rit | 5 |  |  |  |  |  |  |  |  |  | 80    | 5º   |

| 2021 | Scuderia                | Vettura          |    |    |     |     |     |    |    |    |   |     |   |   |  |  |  |  | Punti | Pos. |
| ---- | ----------------------- | ---------------- | -- | -- | --- | --- | --- | -- | -- | -- | - | --- | - | - |  |  |  |  | ----- | ---- |
| 2021 | Toyota Gazoo Racing WRT | Toyota Yaris WRC | 42 | 21 | Rit | 224 | 253 | 62 | 15 | 34 | 1 | 345 | 5 | 9 |  |  |  |  | 142   | 4º   |

| 2022 | Scuderia                | Vettura                       |    |    |   |   |    |   |   |    |     |     |   |   |    |  |  |  | Punti | Pos. |
| ---- | ----------------------- | ----------------------------- | -- | -- | - | - | -- | - | - | -- | --- | --- | - | - | -- |  |  |  | ----- | ---- |
| 2022 | Toyota Gazoo Racing WRT | Toyota GR Yaris Rally1 Hybrid | 41 | 12 | 1 | 1 | 52 | 1 | 1 | 21 | 311 | 152 | 1 | 3 | 12 |  |  |  | 255   | 1º   |

| 2023 | Scuderia                | Vettura                       |    |    |   |    |   |    |   |   |     |   |    |   |   |  |  |  | Punti | Pos. |
| ---- | ----------------------- | ----------------------------- | -- | -- | - | -- | - | -- | - | - | --- | - | -- | - | - |  |  |  | ----- | ---- |
| 2023 | Toyota Gazoo Racing WRT | Toyota GR Yaris Rally1 Hybrid | 21 | 43 | 4 | 42 | 1 | 31 | 2 | 1 | Rit | 1 | 41 | 2 | 3 |  |  |  | 250   | 1º   |

| 2024 | Scuderia                | Vettura                       |  |     |    |  |     |  |    |   |     |  |    |  |  |  |  |  | Punti | Pos. |
| ---- | ----------------------- | ----------------------------- |  | --- | -- |  | --- |  | -- | - | --- |  | -- |  |  |  |  |  | ----- | ---- |
| 2024 | Toyota Gazoo Racing WRT | Toyota GR Yaris Rally1 Hybrid |  | 391 | 14 |  | 313 |  | 13 | 1 | Rit |  | 12 |  |  |  |  |  | 114   | 6º   |

| 2025 | Scuderia                | Vettura                |   |    |     |   |   |    |     |    |   |  |  |  |  |  |  |  | Punti | Pos. |
| ---- | ----------------------- | ---------------------- | - | -- | --- | - | - | -- | --- | -- | - |  |  |  |  |  |  |  | ----- | ---- |
| 2025 | Toyota Gazoo Racing WRT | Toyota GR Yaris Rally1 | 4 | 54 | Rit | 1 | 3 | 31 | 272 | 41 | 1 |  |  |  |  |  |  |  | 173   |      |

| Legenda | 1º posto | 2º posto | 3º posto | A punti | Senza punti | Ritirato | Squalificato | NP=Non partito C=Gara cancellata | Apice=Power stage |

### Risultati WRC-2 Pro
| 2019 | Scuderia         | Vettura        |   |   |  |     |  |   |   |   |   |   |   |   |   |  |  |  | Punti | Pos. |
| ---- | ---------------- | -------------- | - | - |  | --- |  | - | - | - | - | - | - | - | - |  |  |  | ----- | ---- |
| 2019 | Škoda Motorsport | Škoda Fabia R5 | 2 | 2 |  | Rit |  | 1 | 1 | 1 | 1 | 3 | 3 | 1 | 3 |  |  |  | 176   | 1º   |

| Legenda | 1º posto | 2º posto | 3º posto | A punti | Senza punti | Ritirato | Squalificato | NP=Non partito C=Gara cancellata | Apice=Power stage |

### Risultati WRC-2
| 2017 | Scuderia | Vettura        |  |  |  |  |  |  |  |  |  |  |  |    |   |  |  |  | Punti | Pos. |
| ---- | -------- | -------------- |  |  |  |  |  |  |  |  |  |  |  | -- | - |  |  |  | ----- | ---- |
| 2017 |          | Ford Fiesta R5 |  |  |  |  |  |  |  |  |  |  |  | 15 | 1 |  |  |  | 25    | 16º  |

| 2018 | Scuderia         | Vettura        |  |  |   |  |     |  |  |   |   |  |   |   |  |  |  |  | Punti | Pos. |
| ---- | ---------------- | -------------- |  |  | - |  | --- |  |  | - | - |  | - | - |  |  |  |  | ----- | ---- |
| 2018 | Škoda Motorsport | Škoda Fabia R5 |  |  | 5 |  | Rit |  |  | 4 | 2 |  | 1 | 1 |  |  |  |  | 90    | 3º   |

| Legenda | 1º posto | 2º posto | 3º posto | A punti | Senza punti | Ritirato | Squalificato | NP=Non partito C=Gara cancellata | Apice=Power stage |

## Palmares e record
- 2 Campione del Mondo WRC: 2022, 2023
- 1 Campione del Mondo WRC2 Pro: 2019
- 2 Campionato Lettone: 2016, 2017
- Il più giovane pilota della storia a vincere un round del Campionato del Mondo Rally (WRC): 20 anni e 290 giorni
- Il più giovane pilota della storia a vincere un Campionato del Mondo Rally (WRC): 22 anni e 1 giorno